# خواکین کلیمنت
خواکین کلیمنت (اسپانیایی: Joaquín Climent‎؛ زادهٔ ۷ سپتامبر ۱۹۵۸) بازیگر اهل اسپانیا است.
از فیلم‌ها یا برنامه‌های تلویزیونی که وی در آن نقش داشته‌است، می‌توان به همگی به‌سوی زندان، شب پادشاهان، زنان در آستانه فروپاشی عصبی، فیزیک یا شیمی، به‌طور کاملاً اتفاقی، دوشنبه‌ها در آفتاب، کیکا، سالوادور، پیاده‌روی کنید، دزدی از دزد و بار اشاره کرد.